# Tetracis barnesii
Tetracis barnesii là một loài bướm đêm thuộc họ Geometridae. Nó được tìm thấy ở các hẻm núi ven sông sa mạc cao ở Colorado và Utah đến rừng cây lá kim ở Oregon ở độ cao từ 1.555 và 1.905 mét.
Cánh trước dài 19–23 mm. Con trưởng thành bay từ đầu tháng 9 đến cuối tháng 10.